# John Charles Spencer, 3. hrabě Spencer
John Charles Spencer, 3. hrabě Spencer (John Charles Spencer, 3rd Earl Spencer, 3rd Viscount Althorp, 3rd Baron Spencer) (30. května 1782 Londýn – 1. října 1845 Wiseton, Anglie) byl britský politik ze šlechtického rodu Spencerů. Byl dlouholetým poslancem Dolní sněmovny za stranu whigů a jako dědic hraběcího titulu byl většinu své politické kariéry znám jako lord Althorp, teprve po otcově smrti v roce 1834 jako hrabě Spencer vstoupil do Sněmovny lordů.

## Životopis

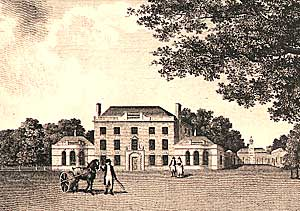
Zámek Wiseton Hall (Nottinghamshire), sídlo 3. hraběte Spencera

Narodil se v rodovém paláci Spencer House v Londýně jako nejstarší syn 2. hraběte Spencera a jeho manželky Lavinie Bingham (1762-1831). Studoval v Cambridge, kde vynikl v matematice, poté absolvoval kavalírskou cestu po Evropě. Jako stoupenec strany whigů byl v letech 1804-1834 poslancem Dolní sněmovny a krátce v letech 1806-1807 lordem pokladu. Poté byl dlouhodobě v opozici a zasedání parlamentu se v letech 1813-1818 vůbec nezúčastnil, až později se znovu aktivně zapojil do politiky.
V roce 1830 byl vybrán jako mluvčí whigů v Dolní sněmovně, stal se též ministrem financí (lord kancléř pokladu, 1830-1834), zároveň získal i členství v Tajné radě (1830). Více než finančním záležitostem se však věnoval bojům o volební reformu a problematice Irska. V listopadu 1834 po otci zdědil titul hraběte, přešel do Sněmovny lordů a strana whigů v Dolní sněmovně tak ztratila svého předního vůdce. Této situace využil král Vilém IV. a vzápětí povolal k vládě konzervativce. V britských dějinách jde o ojedinělý případ, kdy přechod ministra z Dolní sněmovny do Sněmovny lordů způsobil změnu vlády. V písemných pamětech svých současníků je připomínán jako typický anglický gentleman, uznávaný a oblíbený liberál a stoupenec národních zájmů.
Sňatkem s bohatou dědičkou Esther Acklom (1788-1818) získal v hrabství Nottingham zámek Wiseton Hall, jejž učinil společenským centrem s bohatým kulturním životem. Zemřel bez potomstva a hraběcí titul zdědil mladší bratr Frederick Spencer (1798-1857), který sloužil v námořnictvu, dosáhl hodnosti viceadmirála a později zastával čestné funkce u dvora.
Jeho jméno nese jedna z hlavních ulic v Melbourne Spencer Street, která vznikla v době, kdy byl ministrem financí.